# شهرستان ظفرآباد (ازبکستان)
ناحیهٔ ظفرآباد (به ازبکی: Zafarobod District) یک ناحیه در ازبکستان است که در ولایت جیزک واقع شده‌است. ناحیه ظفرآباد ۴۷۰ کیلومتر مربع مساحت و ۴۱٬۴۰۰ نفر جمعیت دارد.